# جاده ئی۵۱۱ اروپا
جاده ئی۵۱۱ اروپا (به انگلیسی: European route E511) یکی از جاده‌های درجه ۲ قاره اروپا است.
این جاده که در کشور فرانسه قرار دارد از شهر کورتنی شروع شده و در شهر تروا به پایان می‌رسد.